# Štapićasta ćelija
Štapićaste ćelije (štapići) su fotoreceptorske ćelije mrežnjače oka koje mogu da funkcionišu pri manje intenzivnom svetlu od drugih tipova vizuelnih fotoreceptora, poput kupastih ćelija. Ime su dobile po svom cilindričnom obliku. Štapići su koncentrovani na periferiji retine i nema ih u fovei centralis, koriste se za periferni vid. U proseku je prisutno oko 90 miliona štapićastih ćelija u ljudskoj mrežnjači. Štapići su senzitivniji od čepića i skoro su u potpunosti odgovorni za noćni vid.

## Građa
Obe vrste fotoreceptora, i čepići i štapići, imaju anatomski tri distinktivna dela: Spoljašnji segment, Unutrašnji segment i Sinaptički terminal. Fotoreceptori čine jedan od 5 slojeva retine, i uronjeni su u horoid - drugu od tri ovojnice oka. Na spoljašnjem segmentu se nalazi opsin, fotosenzitivna supstanca koja se razlaže na svetlu. U unutrašnjem segmentu nalazi se nukleus. U zavisnosti od dela retine gde se nalaze, ovi fotoreceptori mogu imati širinu između 1 i 10 mikrometara. Štapića nema u mestu najboljeg vida, fovei centralis, ali zato njihov broj raste prema periferiji i dostiže svoj maksimum gustine na 20 stepeni.

## Funkcija
Ključna razlika između dve vrste fotoreceptora je u njihovoj funkciji. Štapići su izrazito osetljivi na svetlost, i aktivni su pri veoma niskim količinama svetlosti. U eksperimentalnim uslovima oni mogu razlikovati (aktivirati se) na jedan foton energije. Dakle, funkcija štapića je skotopsko viđenje - monohromatsko viđenje pri slabom svetlu. Štapići se adaptiraju na mnogo niži nivo osvetljenja nego čepići, ali im je za to potrebno više vremena (oko 40 minuta).
Kada svetlost padne na fotoreceptor hemijska supstanca opsin počinje da se razgrađuje. Pri razgrađivanju, nastaje graduirani potencijal koji se šalje sledećem redu neurona (posredstvom horizontalnih pa bipolarnih ćelija, ganglijskim neuronima) kroz sinaptički terminal.

## Literatura
- Oyster C. W. (1999). The human eye: structure and function. Sinauer Associates.
- Zdravković, Sunčica (2011). Percepcija. Gradska narodna biblioteka ¸¸Žarko Zrenjanin˝.

## Spoljašnje veze
- Štapićasta ćelija